# 휴먼 리그
휴먼 리그(The Human League)는 잉글랜드의 전자 음악 그룹이다.

## 음반 목록

### 정규 앨범
- 《Reproduction》 (1979)
- 《Travelogue》 (1980)
- 《Dare》 (1981)
- 《Hysteria》 (1984)
- 《Crash》 (1986)
- 《Romantic?》 (1990)
- 《Octopus》 (1995)
- 《Secrets》 (2001)
- 《Credo》 (2011)